# Holon
Holonⓘ (hebr. חולון, Cholon; arab. حولون, Hulun) – miasto położone w dystrykcie Tel Awiw w Izraelu. Leży na nadmorskiej równinie Szaron w zespole miejskim Gusz Dan.

## Położenie

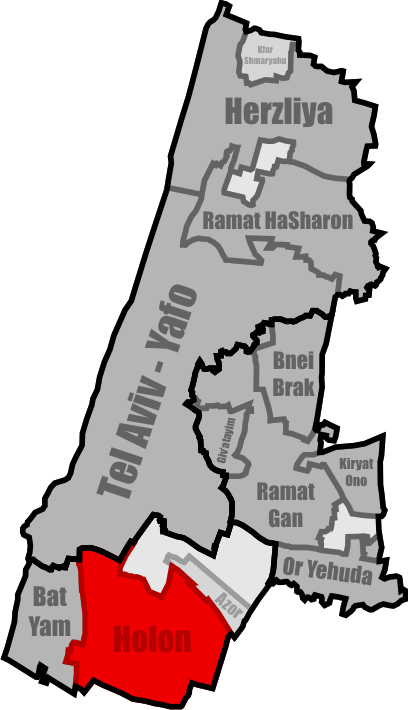
Lokalizacja Holonu w metropolii Gusz Dan

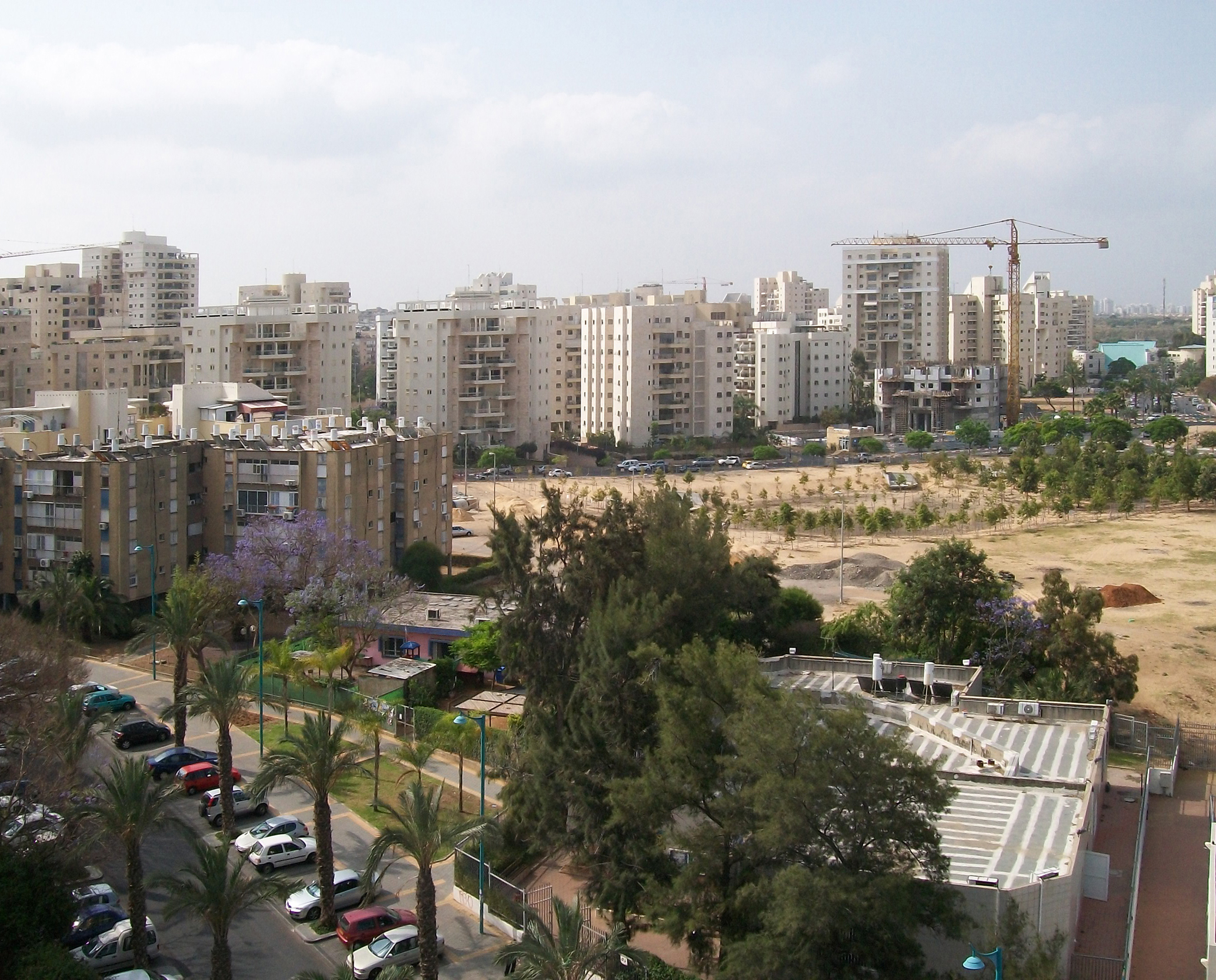
Panorama jednej z nowszych dzielnic Holonu

Holon jest położony na kontynencie azjatyckim, na wschodnim wybrzeżu Morza Śródziemnego 32°01′04″N 34°46′48″E/32,017778 34,780000. Miasto leży na nadmorskiej równinie Szaron, na historycznej drodze lądowej łączącej Europę, Azję i Afrykę.
Z powodu rozwoju Tel Awiwu i obszaru metropolitalnego Gusz Dan, nie istnieją wyraźne granice pomiędzy Holonem a położonym na północy Tel Awiwem. Holon jest położony w odległości 54 km na północny zachód od Jerozolimy i 91 km na południe od Hajfy. Graniczy od północy z Tel Awiwem, miasteczkiem Azor i wsią edukacyjną Mikwe Jisra’el, od zachodu z Bat Jam, od południa z Riszon le-Cijjon, od zachodu z moszawem Miszmar ha-Sziwa.

### Podział administracyjny
W mieście znajdują się liczne osiedla mieszkaniowe: Aviv, Shchunat Am, Shikun Amami, Kirjat Awoda, Ne'ot Rachel, Shikun Hadash, Neve Remez, Jessi Cohen, Meches, Kirjat Icchak Rabin, Kirjat Ben Gurion, Kiryat Pinchas Elon, Giwat Holon, Moledet, Kirjat Szaret, Ne'ot Shoshanim, Ha-Shomronim, Ne'ot Yehudit, Neve Arazim i Midfe Ezrachi.
W granicach administracyjnych miasta znajduje się także wieś edukacyjna Mikwe Jisra’el.

## Środowisko naturalne
Miasto powstało na nadmorskich wydmach i stosunkowo mało żyznych gruntach. Podczas rozbudowy miasta teren został wyrównany. W północnej części miasta wznosi się wzgórze Tel Giborim, przekształcone obecnie w Park Tel Giborim. Park zajmuje powierzchnię 15 akrów, na których utworzono tereny piknikowe, ogrody z wodospadem, amfiteatr i historyczny pomnik.

### Klimat
Holon ma klimat śródziemnomorski, który charakteryzuje się gorącymi i wilgotnymi latami oraz chłodnymi i deszczowymi zimami. Wiosna rozpoczyna się w marcu, a w drugiej połowie maja rozpoczyna się lato. Średnia temperatura latem wynosi 26 °C, a zimą 12 °C (średnia z lat 1988–2000). Opady śniegu są rzadkością, ale zdarza się spadek temperatury do 5 °C. Największe opady deszczu występują pomiędzy październikiem a kwietniem. Suma rocznych opadów atmosferycznych wynosi 530 mm.

## Demografia
Zgodnie z danymi Izraelskiego Centrum Danych Statystycznych w 2009 roku w mieście żyło 171,7 tys. mieszkańców, z czego 92,7% to Żydzi, a 7,3% inne narodowości. W 1954 prezydent Jicchak Ben Cewi pomógł w utworzeniu samarytańskiego osiedla na peryferiach Holonu.
| Wiek (w latach) | Procent populacji w % |
| --------------- | --------------------- |
| 0–4             | 7,2%                  |
| 5–9             | 6,6%                  |
| 10–14           | 6,4%                  |
| 15–19           | 6,7%                  |
| 20–29           | 15,2%                 |
| 30–44           | 19,0%                 |
| 45–59           | 19,0%                 |
| ponad 60        | 20,0%                 |

Źródło danych: Central Bureau of Statistics.

## Historia

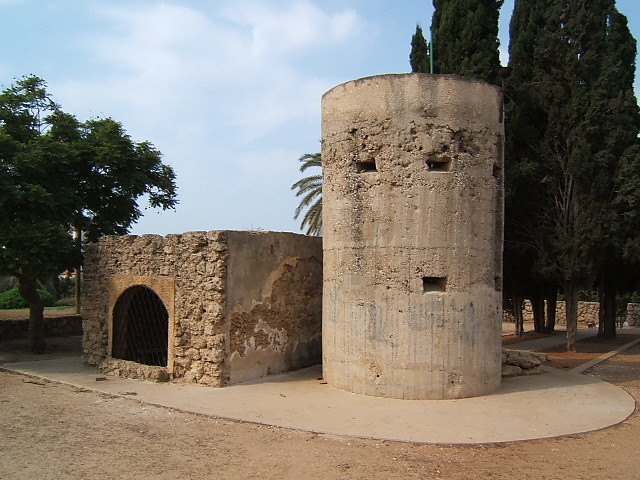
Bunkier na wzgórzu Tel Giborim w Holonie

Osada powstała w 1935 na wydmach położonych w odległości 6 km od Tel Awiwu. Początkowo istniało tutaj kilka oddzielnych, samodzielnych osiedli (Shunat Am, Greene, Agrobank, Kirj Awoda oraz Moledet), których mieszkańcy dojeżdżali do pracy w pobliskich miastach. Osiedla stopniowo się rozrastały, jednak każde z nich borykało się z poważnymi trudnościami. Najwięcej trudności sprawiała ciężka pustynna okolica pozbawiona jakiejkolwiek infrastruktury. Osadnicy byli zmuszeni od podstaw budować drogi, sieci elektryczne i systemy nawadniania pól. W 1936 zdecydowano o połączeniu samodzielnych dzielnic w jedną osadę Holon.
Żydowscy imigranci z Łodzi w Polsce założyli tutaj fabrykę włókienniczą Łódź. W dniu 8 lipca 1940 Holon otrzymał status samorządu lokalnego.
Podczas wojny domowej w Mandacie Palestyny w 1948 Holon znalazł się na linii frontu pomiędzy walczącymi ze sobą oddziałami arabskimi i żydowskimi. Arabowie atakowali od strony wioski Tel Arish i sąsiedniego miasta Jafa. Atak Hagany na wieś Tel Arish został krwawo odparty. Członkowie Hagany korzystali w tym okresie z fortu „Hosmasa”, położonego w południowej części Holonu. Poprawę sytuacji przyniosło dopiero zajęcie Jafy (podczas wojny o niepodległość) w dniu 14 maja 1948. Przyśpieszyło to upadek okolicznych arabskich wiosek i zmusiło ludność arabską do ucieczki. Wielu z nich opuściło granice Palestyny i zamieszkało w obozach dla uchodźców.
Po wojnie Holon wchłonął w swoje granice obszar opuszczonych arabskich wiosek Tel Arish i Yazur (arab. يازور). Na części ziemi Yazur powstało żydowskie miasteczko Azor. Holon w ten sposób w ciągu jednego roku podwoił swoją powierzchnię. Pierwsze lata niepodległego Izraela charakteryzowały się dużą imigracją napływającą do kraju z całego świata. Populacja Holonu wówczas również znacznie wzrosła, głównie za sprawą imigrantów pochodzących z arabskich krajów. Wycięto wówczas gaje pomarańczowe i wybudowano nowe osiedla mieszkaniowe oraz strefę przemysłową. 14 listopada 1950 Holon otrzymał prawa miejskie.

### Nazwa
Nazwa miasta pochodzi od hebrajskiego słowa chol (pol. piasek) i jest wzmiankowane w Biblii w Księdze Jozuego 21:15

Cholon z jego pastwiskami, Debir z jego pastwiskami

## Polityka
| Burmistrz      | Lata sprawowania urzędu |
| -------------- | ----------------------- |
| Dr. Haim Kugel | 1950-1953               |
| Pinhas Eylon   | 1953-1987               |
| Haim Szaron    | 1987-1988               |
| Mosze Rom      | 1988-1993               |
| Motti Sasson   | 1993-nadal              |

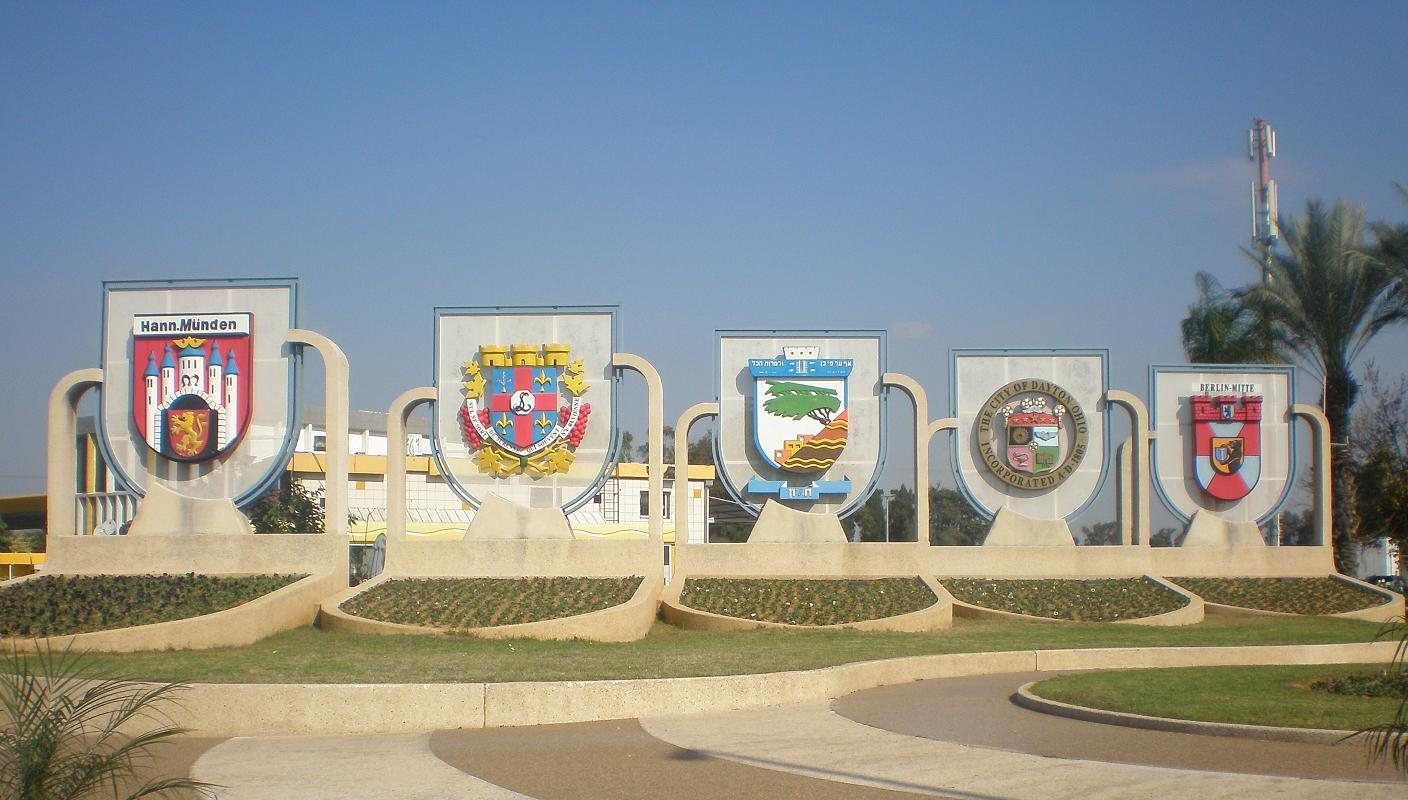
Miasta partnerskie Holonu

Holon jest rządzony przez Radę Miejską, która jest wybierana na pięcioletnią kadencję na drodze bezpośrednich proporcjonalnych wyborów. Prawo wyborcze posiadają wszyscy izraelscy obywatele posiadający co najmniej 18 lat życia i mieszkający co najmniej jeden rok w mieście.
Miejskie władze samorządowe są odpowiedzialne za świadczenia socjalne, programy społeczne, infrastrukturę publiczną, urbanistykę, edukację, kulturę, turystykę i inne lokalne sprawy.

## Kultura
Holon szczyci się mianem „miasta dzieci” i jest siedzibą teatru młodzieżowego Mediatheque. Wielką tutejszą atrakcją są uliczne parady organizowane podczas żydowskiego święta Purim. Ulice są wówczas zamknięte dla ruchu samochodowego, a tysiące dzieci paraduje w świątecznych przebraniach uczestnicząc w różnorodnych zabawach.

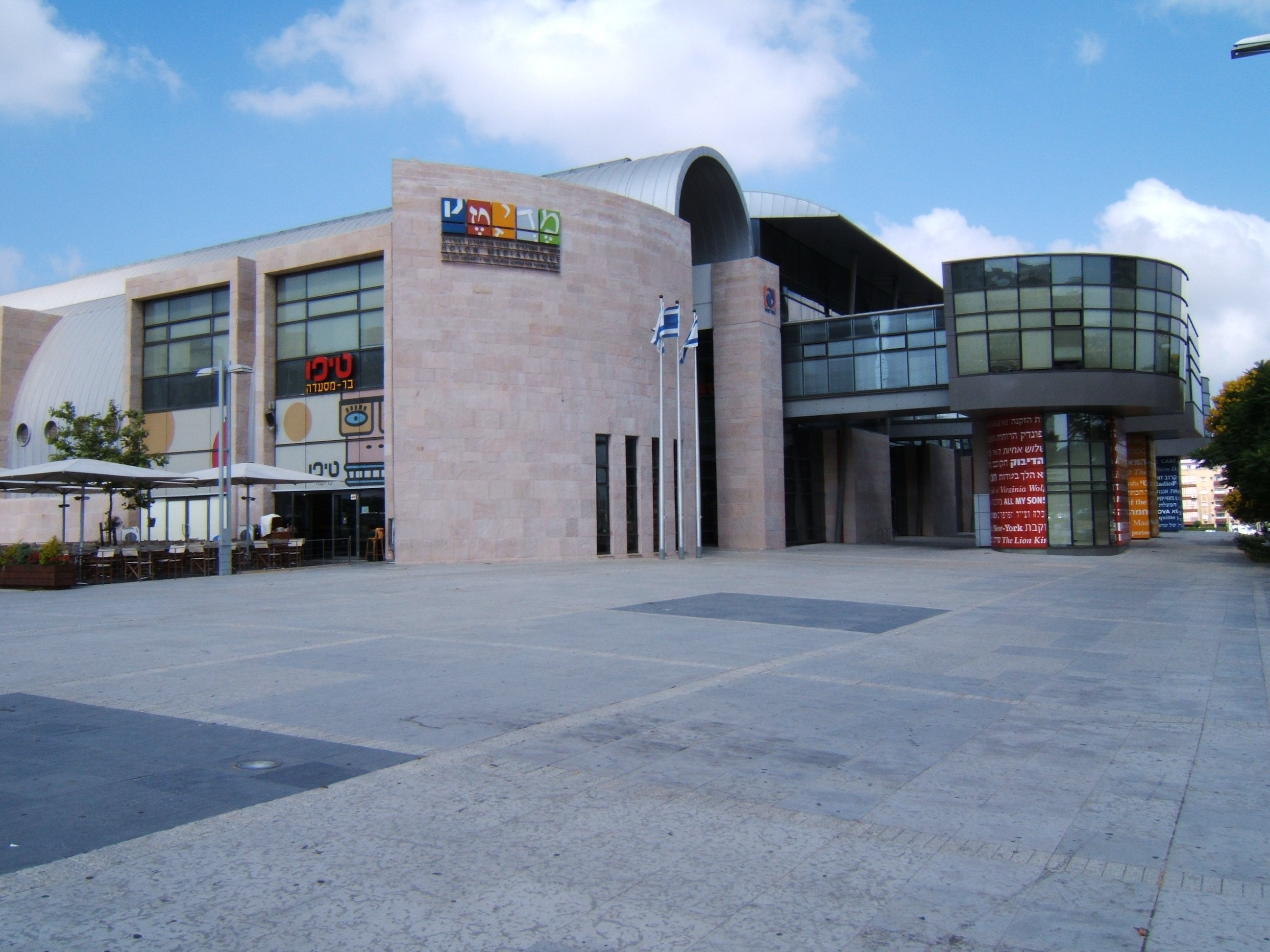
Kompleks kinowo-rozrywkowy w Holonie

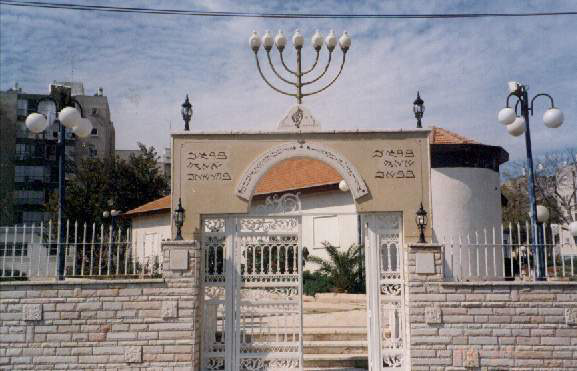
Wejście do samarytańskiej synagogi w Holonie

W Muzeum Dzieci Izraela (Mifratz Shlomo rd., Peres Park) dzieci mogą dotykać eksponatów i przeprowadzać na nich wszelkie doświadczenia, które rozwijają wyobraźnię. Muzeum oferuje dwa programy edukacyjne przeznaczone dla dzieci w grupach wiekowych 4–7 lat i 8–12 lat. Innym ciekawym miejscem jest interaktywne muzeum nauki Havayeda (16 Yirmiyahu St.), które oferuje interaktywne prezentacje naukowe dla dzieci i młodzieży z dziedzin: optyka, elektryka, komunikacja, budownictwo, geologia, świat wody oraz iluzje optyczne. Zwiedzający mogą przeprowadzać liczne doświadczenia w laboratoriach i pracowniach komputerowych. W mieście jest także muzeum opisujące historię linii autobusowych Egged.
W mieście odbywają się liczne festiwale: Festiwal Dziecięcych Dźwięków (podczas święta Sukkot), Festiwal Filmów Rodzinnych i Dziecięcych (podczas święta Chanuka), Międzynarodowy Festiwal Sztuki Kobiecej (8 marca) i inne. Pianista Daniel Barenboim organizuje w mieście doroczny letni obóz muzyczny.

## Edukacja i nauka
W mieście znajduje się 30 szkół podstawowych i 12 szkół średnich.
W Holonie swoją siedzibę ma Instytut Technologii (ang. Holon Institute of Technology; hebr. מכון טכנולוגי חולון), który został utworzony w 1969. Uczy się tutaj około 2,5 tys. studentów. Oprócz działalności edukacyjnej prowadzone są tutaj prace naukowe w zakresie elektroniki, komunikacji, informatyki itp.
Z uczelni religijnych są tutaj Chabad of Holon i Chabad of Kiryat Ben Gurion. W granicach administracyjnych miasta znajduje się także wieś edukacyjna Mikwe Jisra’el.

## Sport i rekreacja
W mieście znajduje się założony w 1985 klub piłkarski Hapoel Cafririm Holon, biorący udział w trzeciej lidze Liga Alef. Jest tu także drużyna koszykarska Hapoel Holon, grająca w pierwszej lidze.
Miejscem dobrego wypoczynki i rozrywki w Holonie jest Aqua Center Yamit, w którym można uprawiać różnorodne sporty wodne. W północnej części miasta znajduje się Centrum Treningowe Volffson, na którego boiskach trenuje klub piłkarski Hapoel Tel Awiw. W jego pobliżu znajduje się ośrodek sportowy z 16 kortami tenisowymi i boiskiem piłkarskim.

## Gospodarka
Strefa przemysłowa miasta Holon jest drugą pod względem wielkości strefą przemysłową w Izraelu (po Hajfie). Pracuje tutaj ponad 40 tys. ludzi w prawie 2 tys. zakładów przemysłowych – high-tech, medycyna, elektronika, mechanika itp. W strefie znajdują się także nowoczesne centra handlowo-rozrywkowe.

## Infrastruktura
W północnej części miasta znajduje się Centrum Medyczne Wolfsona, które zostało założone w 1980 przez Fundację Wolfsona, brytyjskiego filantropa o żydowskich korzeniach, sir Isaaca Wolfsona. Szpital ma 650 łóżek na 60 różnych oddziałach medycznych. Centrum pełni również funkcję szpitala akademickiego, w którym kształcą się studenci medycyny Uniwersytetu Tel Awiwu.

## Transport
Wzdłuż zachodniej granicy miasta przebiega autostrada nr 20  (Riszon le-Cijjon-Riszpon). Wzdłuż granicy północnej przebiega droga ekspresowa nr 44  (Holon-Eszta’ol), a wzdłuż granicy wschodniej biegnie autostrada nr 4  (Erez–Kefar Rosz ha-Nikra).
Transport w Holonie jest obsługiwany tylko przez autobusy. Będąc częścią aglomeracji miejskiej Gusz Dan, wszystkie linie autobusowe wychodzą poza granice miasta, tworząc dogodne połączenia z sąsiednimi miastami. Największą ilość linii autobusowych w mieście obsługuje Dan Bus Company i Egged.

## Osoby związane z miastem
- Dana International – piosenkarka pop, mieszka w Holonie.
- Li’or Narkis – piosenkarz, urodzony w Holonie.
- Ben Sahar – piłkarz, urodzony w mieście.
- Asi Azar – prezenter telewizyjny, urodzony w Holonie.

## Miasta partnerskie
- Anshan, Chiny
- Suresnes, Francja
- Berlin, Niemcy
- Hann. Münden, Niemcy
- Dayton, Ohio, USA
- Cleveland, Ohio, USA
- Busko-Zdrój, Polska (I Liceum Ogólnokształcące im. Tadeusza Kościuszki w Busku Zdroju; projekt realizowany co roku między uczniami szkoły a uczniami szkół Holonu polegający na zwiedzaniu miejsc poświęconych holocaustowi w ramach programu „Zachowaj Pamięć”)